# Sundsvall
Sundsvall (em sueco: Sundsvall;  ouça a pronúncia) ou Sundsvália (em latim: Sundsvallia) é uma cidade portuária sueca no leste da província histórica da Medelpad.

Tem cerca de 58 248 habitantes (2017).

É a sede do município de  Sundsvall, pertencente ao condado da Västernorrland, situado no norte da Suécia.

## Etimologia e uso
O nome geográfico Sundsvall deriva das palavras nórdicas Sund (nome de uma aldeia) e vall (terreno junto ao rio, ou terreno plano), significando ”terreno de Sund junto ao rio” ou ”terreno plano da aldeia de Sund”.
Uma das suas primeiras ocorrências data do século XVII – "Sundzvaal".
Em textos em português costuma ser usada a forma original "Sundsvall".